# Ille y Vilaine
Ille y Vilaine (35; en francés: Ille-et-Vilaine, en bretón: Ill-ha-Gwilen) es un departamento francés situado en la región de Bretaña cuya capital es la ciudad de Rennes.

## Geografía
Tiene un área de 6.775 km², que en términos de extensión es equivalente a la mitad de Montenegro. Limita al norte con el  canal de la Mancha y el departamento de la Mancha, al este con Mayenne, al sudeste (muy brevemente) con Maine y Loira, al sur con Loira Atlántico, y al oeste con Morbihan y Costas de Armor.

## Demografía
| 1801    | 1831    | 1841    | 1851    | 1856    | 1861    | 1866    |
| ------- | ------- | ------- | ------- | ------- | ------- | ------- |
| 488.846 | 547.052 | 549.217 | 574.618 | 580.898 | 584.930 | 592.609 |
| 1872    | 1876    | 1881    | 1886    | 1891    | 1896    | 1901    |
| 589.532 | 602.712 | 615.480 | 621.384 | 626.875 | 622.039 | 613.567 |
| 1906    | 1911    | 1921    | 1926    | 1931    | 1936    | 1946    |
| 611.805 | 608.021 | 558.574 | 561.688 | 562.558 | 565.766 | 578.246 |
| 1954    | 1962    | 1968    | 1975    | 1982    | 1990    | 1999    |
| 589.812 | 614.268 | 652.722 | 702.199 | 749.764 | 798.718 | 867.533 |

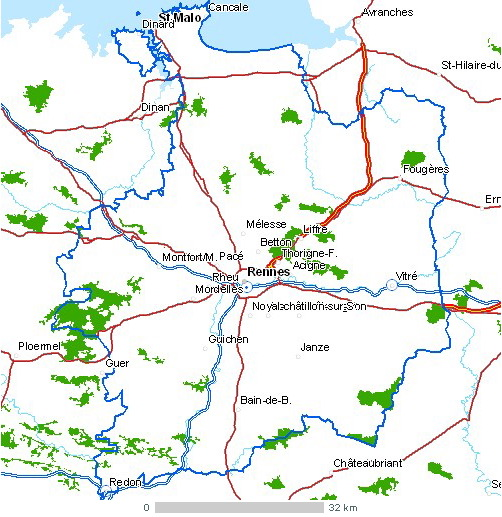
Mapa de Ille y Vilaine.

Las mayores ciudades del departamento son (datos del censo de 1999):
- Rennes: 222.000 habitantes, 370.000 en la aglomeración.
- Saint-Malo: 50.675 habitantes, la aglomeración se compone de solamente de una comuna.
- Fougères: 21.779 habitantes, 27.178 en la aglomeración.
- Dinard: 10.430 habitantes, 25.006 en la aglomeración, que se extiende también por Côtes d’Armor.